# Thomas Landauer
Thomas K. Landauer (25 avril 1932 – 26 mars 2014) est un psychologue américain, qui termine sa carrière comme professeur émérite au département de psychologie de l'université du Colorado,.

## Biographie
Il obtient son doctorat en 1960 à l'Université Harvard et occupe également des postes universitaires à Harvard, au Dartmouth College, à l'Université Stanford et à l'Université de Princeton. Au cours de ses 25 années de carrière aux Bell Labs, où il est directeur d'un groupe de recherche en sciences de l'information et en interaction homme-machine, il est l'un des pionniers de l'Analyse sémantique latente.
En 1998, Landauer devient le président fondateur de Knowledge Analysis Technologies (KAT), fondée pour commercialiser son travail sur la notation automatisée des essais et les technologies connexes, basées sur l'analyse sémantique latente. KAT est acquis en 2004 par Pearson Education, où Landauer continue à occuper le poste de vice-président exécutif jusqu'à sa mort.

## Publications
- The Trouble with Computers[5], une analyse controversée du paradoxe de la productivité des technologies de l’information.
- Psychologie : un bref aperçu [6] publié en 1972.
- Manuel d'analyse sémantique latente[7], co-édité avec Danielle S. McNamara, Simon Dennis et Walter Kintsch en 2013.